# سلمی بنت عمرو

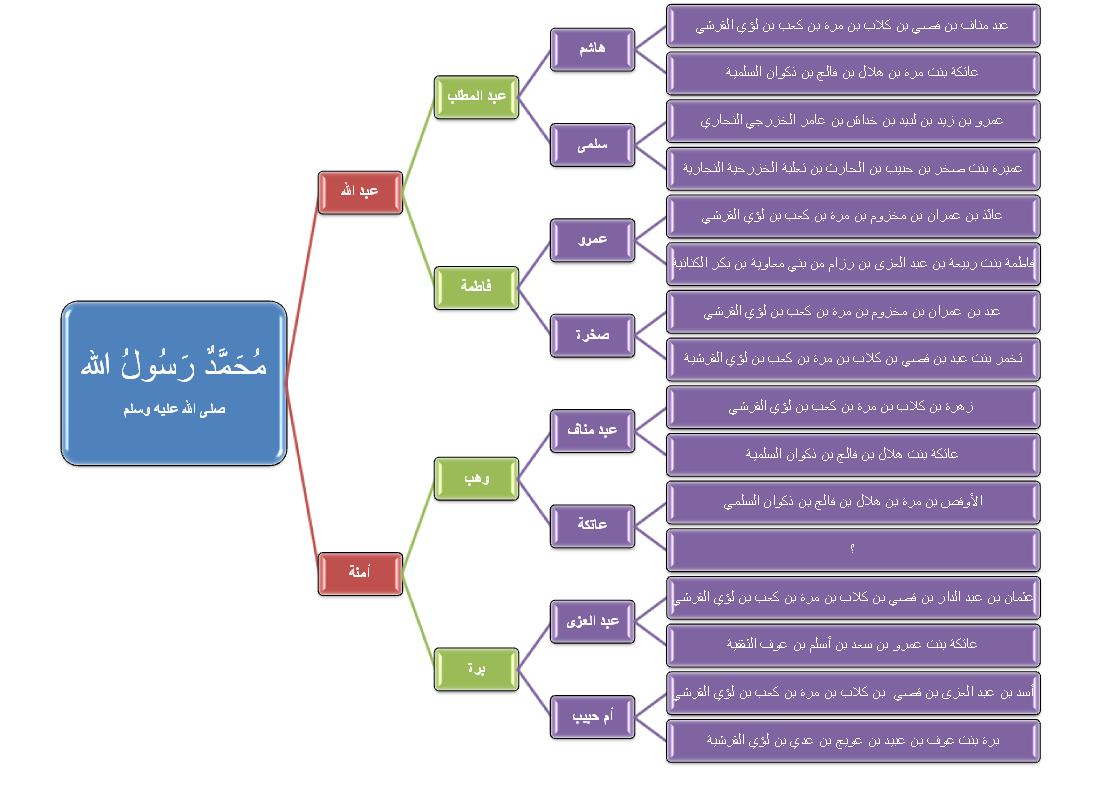
نمایی از شجره‌نامهٔ پیامبر اسلام محمد بن عبدالله

سلمی بنت عمرو (عربی: سلمی بنت عمرو) همسر هاشم بن عبدمناف و بنابراین مادر پدربزرگ محمد پیامبر اسلام بود. او یکی از بانفوذترین زنان قبیله بنی‌خزرج و دختر طایفهٔ عمرو بنی‌نجار بود. او با کاروان‌ها از طرف خود معامله و تجارت می‌کرد.